# Holorusia leptostylus
Holorusia leptostylus är en tvåvingeart som först beskrevs av Alexander 1963.  Holorusia leptostylus ingår i släktet Holorusia och familjen storharkrankar. Inga underarter finns listade i Catalogue of Life.